# Tržiški potok (Sotla)
Tržiški potok je potok, ki se pri naselju Rogaška Slatina izliva v potok Ločnica, ki je desni pritok reke Sotla, mejne reke med Slovenijo in Hrvaško.